# 織田信恒
織田 信恒（おだ のぶつね、1889年〈明治22年〉8月3日 - 1967年〈昭和42年〉5月20日）は、日本の政治家、実業家、漫画原作者。貴族院議員。爵位は子爵。筆名は織田 小星（おだ しょうせい）。漫画『正チャンの冒険』の原案・文を作った。織田信正、織田信昭の父。

## 生涯
1889年（明治22年）8月3日、元相馬中村藩藩主の子爵相馬誠胤の長男として東京府に生まれる。生母は東明氏。初名は相馬秀胤（そうま ひでたね）。1895年（明治28年）6月、元天童藩藩主の子爵織田信敏の養嗣子となる。1901年（明治34年）7月1日、養父信敏の死去により襲爵。学習院高等科 (旧制)を経て、1915年（大正4年）に京都帝国大学法科大学政治学科を卒業し、日本銀行に入行した。1920年（大正9年）に商工業視察のため欧米や中国を旅行するが、特にヨーロッパ漫遊中に目にした子供新聞や子供雑誌に影響を受ける。
帰国後は日銀を退職し、1922年（大正11年）に朝日新聞社に入社。巖谷小波とかねて温めていた子供新聞の発行について相談し、巌谷の紹介で1923年（大正12年）にアサヒグラフ局員となり、『日刊アサヒグラフ』の子供ページ欄を担当することになる。そこで企画したのが『正チャンの冒険』で、自ら原作と文章を担当した。挿絵には樺島勝一を起用して連載が開始された。『正チャンの冒険』は、ふきだしを最初に採用した漫画であり、主人公がかぶっていた「正チャン帽」は大流行した。

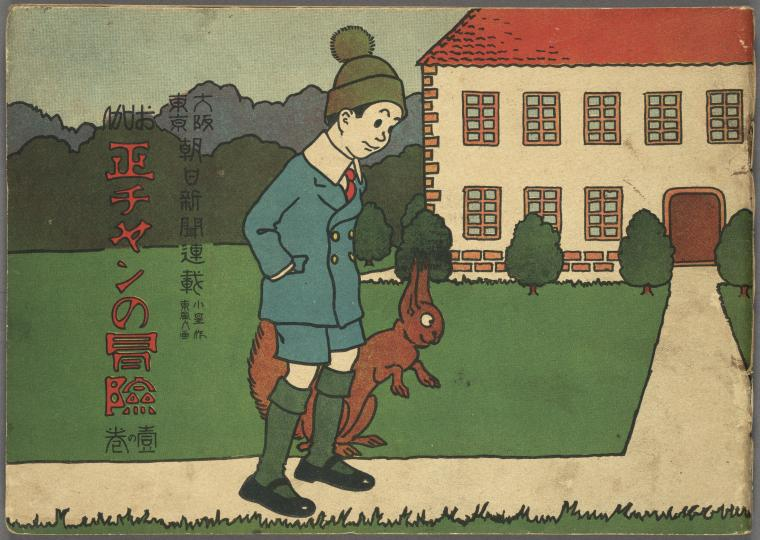
『正チャンの冒険』（1923年）

大正期には有馬頼寧・岡部長景の主催する信愛会に参加し、労働者のための夜学校・信愛中等夜学校の設立に関わる。また、有馬や近衛文麿らの運営する新進華族の会合「十一会」に参加した。1926年（大正15年）、鉄道大臣秘書官に任官。1928年（昭和3年）7月26日、貴族院議員補欠選挙で当選。貴族院では研究会に所属し、1947年（昭和22年）5月2日の貴族院廃止まで議員を務めた。濱口内閣で外務参与官、齋藤内閣で農林政務次官に就任。1937年（昭和12年）には硫安販売取締役会長となる。ほかにも静岡電気鉄道社長やNHK理事などを歴任した。
戦後、1947年（昭和22年）の第1回参議院議員通常選挙に全国区から無所属で立候補したが落選した。ほか、内閣の（旧）観光事業審議会委員、京浜急行電鉄取締役・監査役、京浜自動車工業社長などを歴任。また、川崎さいか屋取締役、財団法人安達峰一郎記念館理事長なども務めた。1967年（昭和42年）5月20日午後4時、心筋梗塞のため東京都世田谷区代田の自宅で死去。77歳没。勲二等瑞宝章。墓所は文京区高林寺。

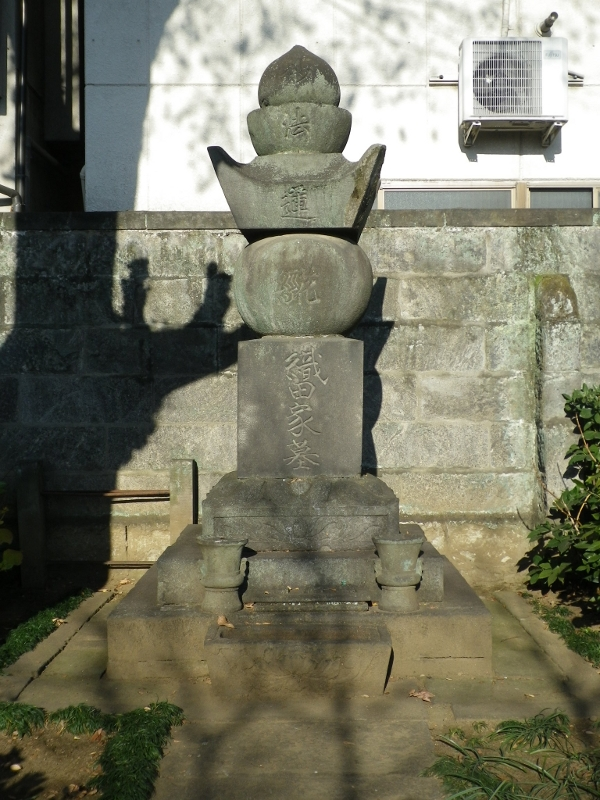
織田信敏・信恒の墓

## 栄典
- 1931年（昭和6年）5月1日 - 帝都復興記念章[4]